# Navin Maharaj
Navin Maharaj, né à Nadi vers 1939, est un homme politique fidjien.

## Biographie
Il est le fils de James Ramchandar Maharaj (en), commerçant et l'un des trois premiers Indo-Fidjiens élus au Conseil législatif des Fidji (colonie britannique) aux élections de 1929. Il travaille pendant seize ans pour une entreprise du bâtiment puis, en 1973, trois ans après l'indépendance des Fidji, fonde sa propre entreprise dans ce domaine. 
Succédant à Isireli Vuibau, il est maire de Suva, la capitale du pays, pour deux mandats à partir de 1974 - d'abord comme membre du parti de l'Alliance, puis du Parti de la fédération nationale,. C'est avec cette dernière étiquette qu'il est élu député à la Chambre des représentants aux élections de 1987. Il est nommé ministre du Commerce, de l'Industrie et du Tourisme dans le gouvernement du nouveau Premier ministre Timoci Bavadra, mais le gouvernement Bavadra est renversé un mois plus tard par un coup d'État militaire,.
Secrétaire général du Parti travailliste au moment des élections de 1992, il retrouve un siège de député, et est le vice-président de la Chambre des représentants jusqu'en juin 1993. 